# Hutchinsonita
La hutchinsonita es un mineral de la clase de los minerales sulfuros y sulfosales. Fue descubierta en 1904 en Im Feld (Suiza), siendo nombrada en honor de Arthur Hutchinson, profesor de mineralogía en la Universidad de Cambridge.

## Características químicas
Es un sulfuro-arseniuro de talio y plomo, que suele llevar como impurezas algo de plata y antimonio, que le dan coloraciones negra o rosa.

## Formación y yacimientos
Los yacimientos de este mineral tienen un origen secundario hidrotermal.
Suele encontrarse asociado a otros minerales como: oropimente, rejalgar, getchellita, pirita, esfalerita, hatchita, jentschita, sicherita, edenharterita, bernardita, stalderita, erniggliíta o chabourneíta.
En los yacimientos mineros en los que se extrae puede ser empleado como fuente de talio.

## Peligro para la salud
Este mineral contiene arsénico, talio y plomo, tres elementos químicos que son tóxicos. Siempre se deben lavar las manos tras manipularlos. Además, se debe evitar inhalar el polvo que se levante en el aire cuando se manipula o cuando se tritura el mineral en las minas. Nunca debe comerse, muy venenoso.